# Křížová cesta Slanica
Křížová cesta Slanica, slovensky Krížová cesta Slanica, jsou křížová cesta a výklenkové kapličky na Slanickém ostrově (nazývaném také Ostrov umění) v Oravské přehradě v Oravské kotlině. Nachází se také na území města Námestovo v okrese Námestovo v Žilinském kraji v regionu Orava a v CHKO Horná Orava.

## Historie a popis
Křížová cesta Slanica patřila k již zaniklé vesnici Slanica, která byla zatopena stavbou Oravské přehrady v roce 1953. Je to nejstarší exteriérová kalvárie ve Špišské diecézi. Původně 14 výklenkových kapliček s výjevy křížové cesty bylo postaveno asi v roce 1769, kdy byla dokončena místní kaple v tehdejším poutním místě. Do současné doby se dochovalo pouze 11 kapliček křížové cesty a ostatní jsou zaplaveny vodou přehrady.

## Další informace
Místo je přístupné na lodi.

## Galerie

Zastavení křížové cesty
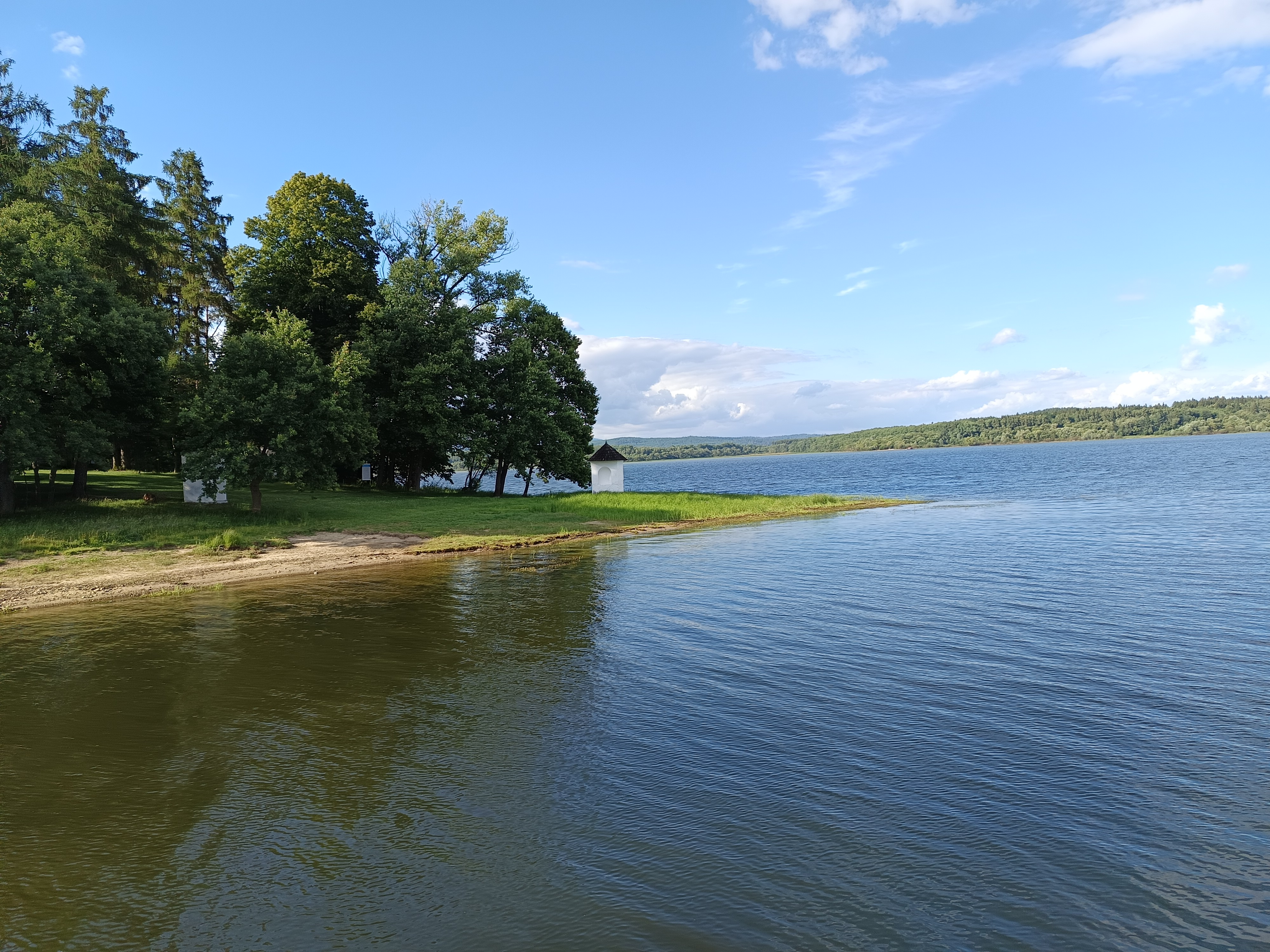
Pohled na křížovou cestu z Oravské přehrady
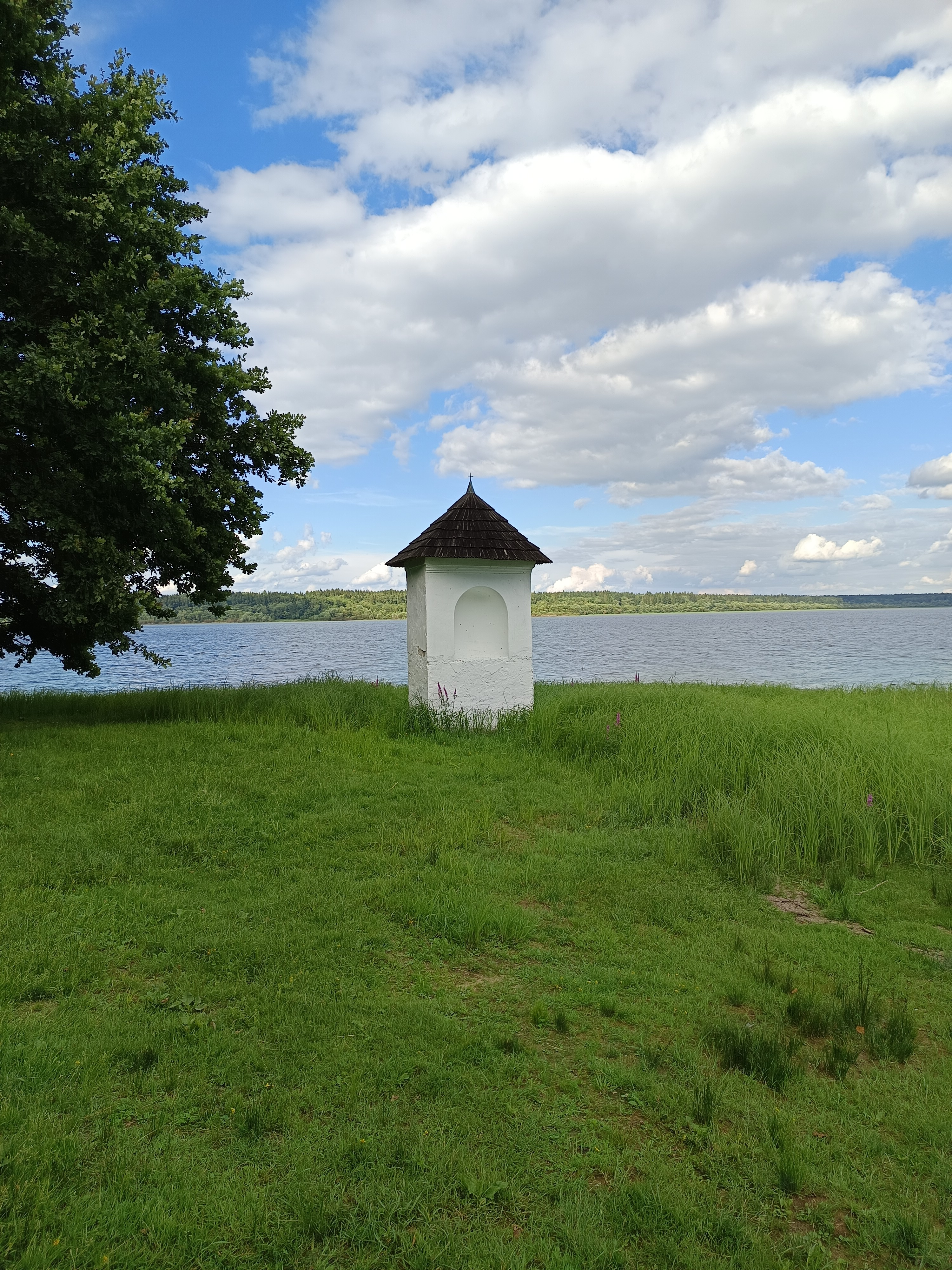
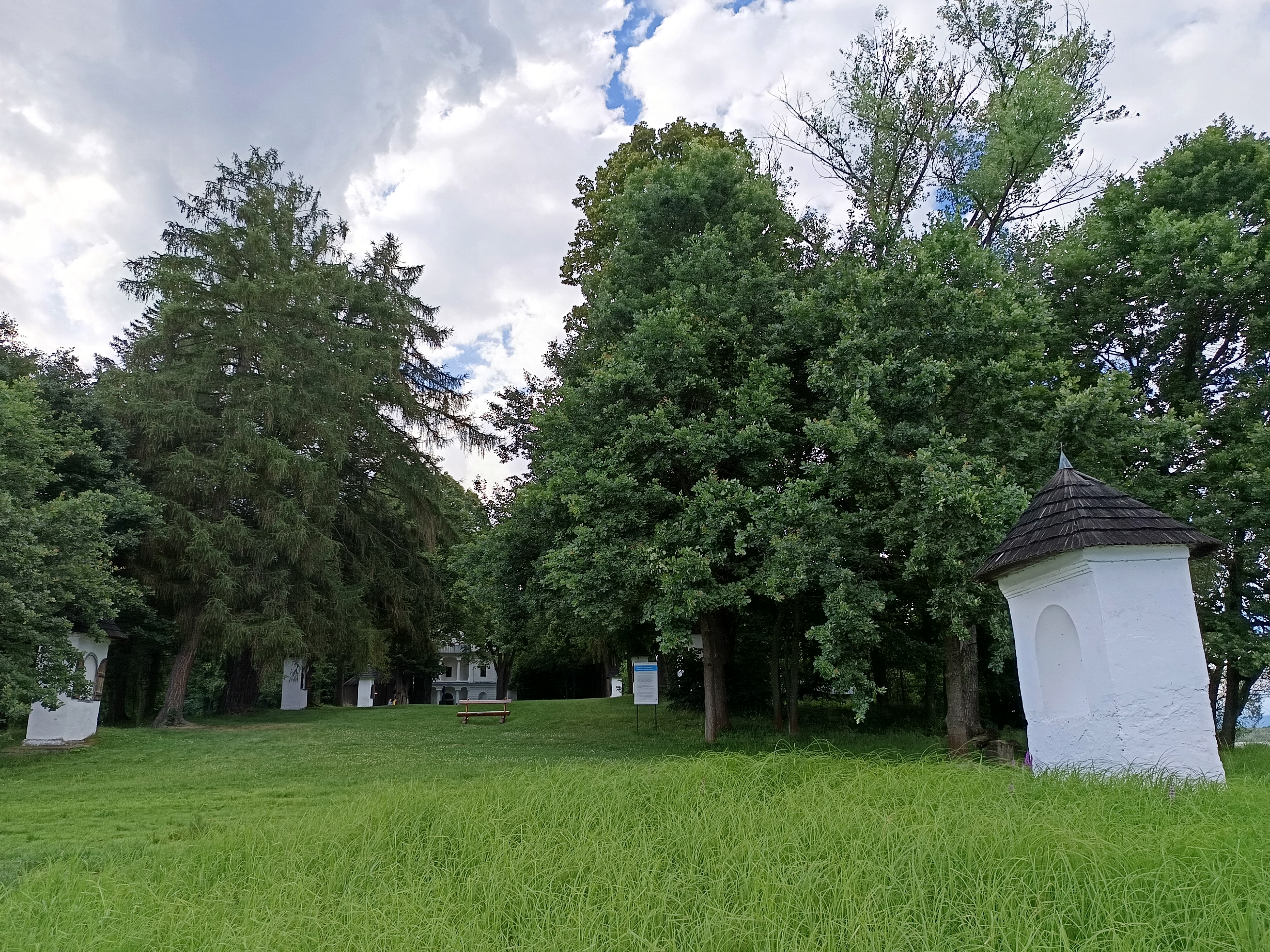
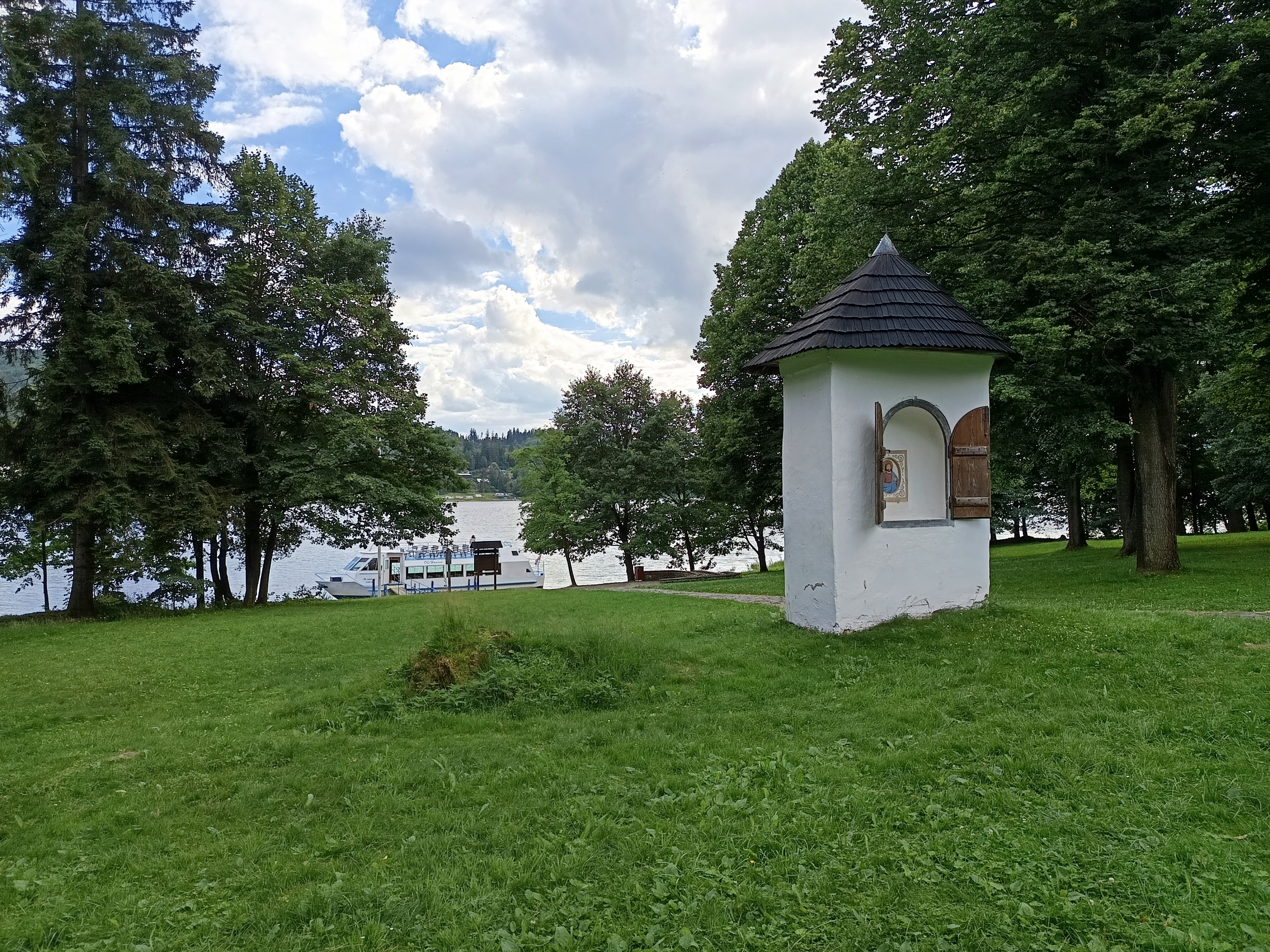
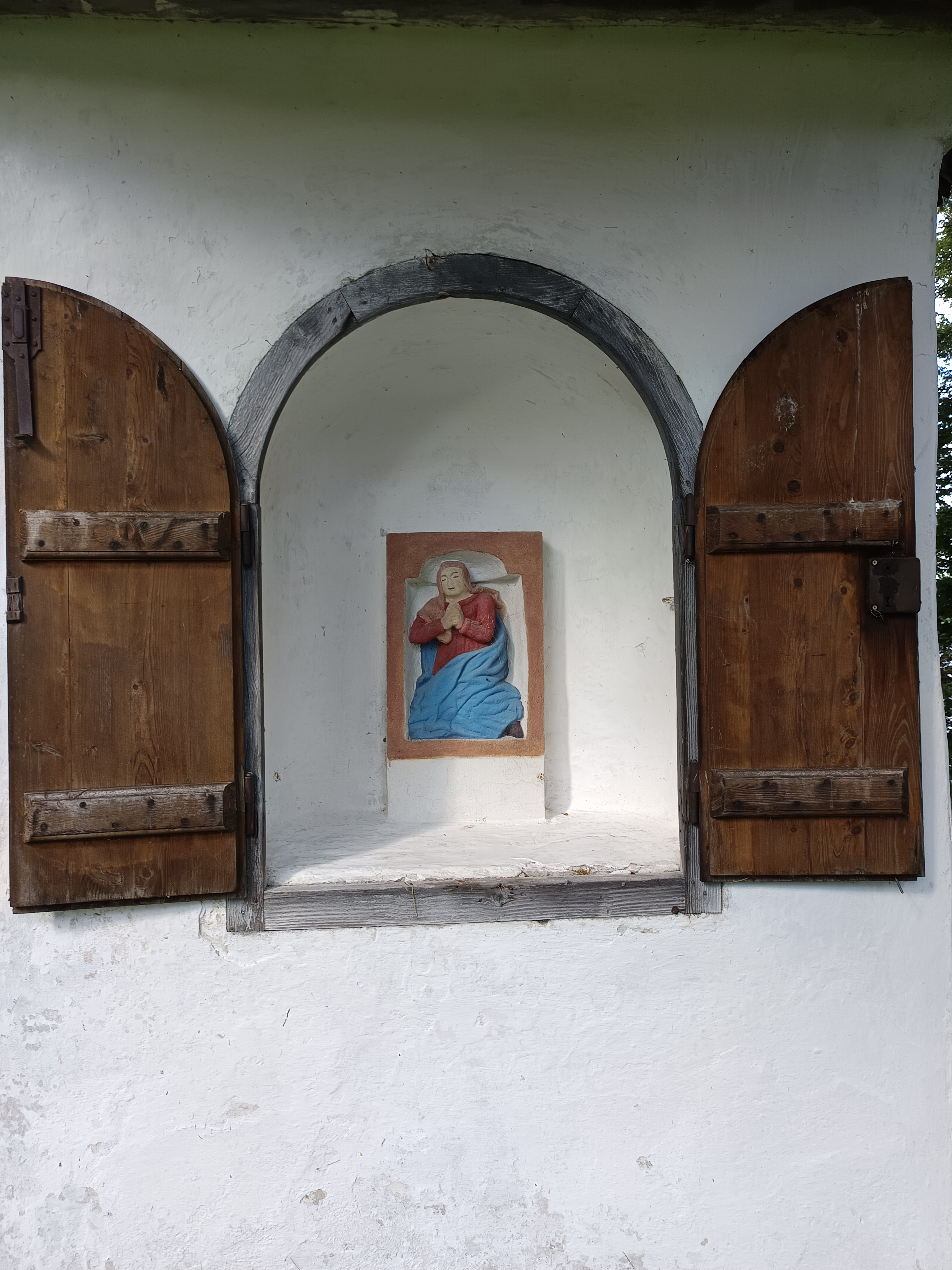
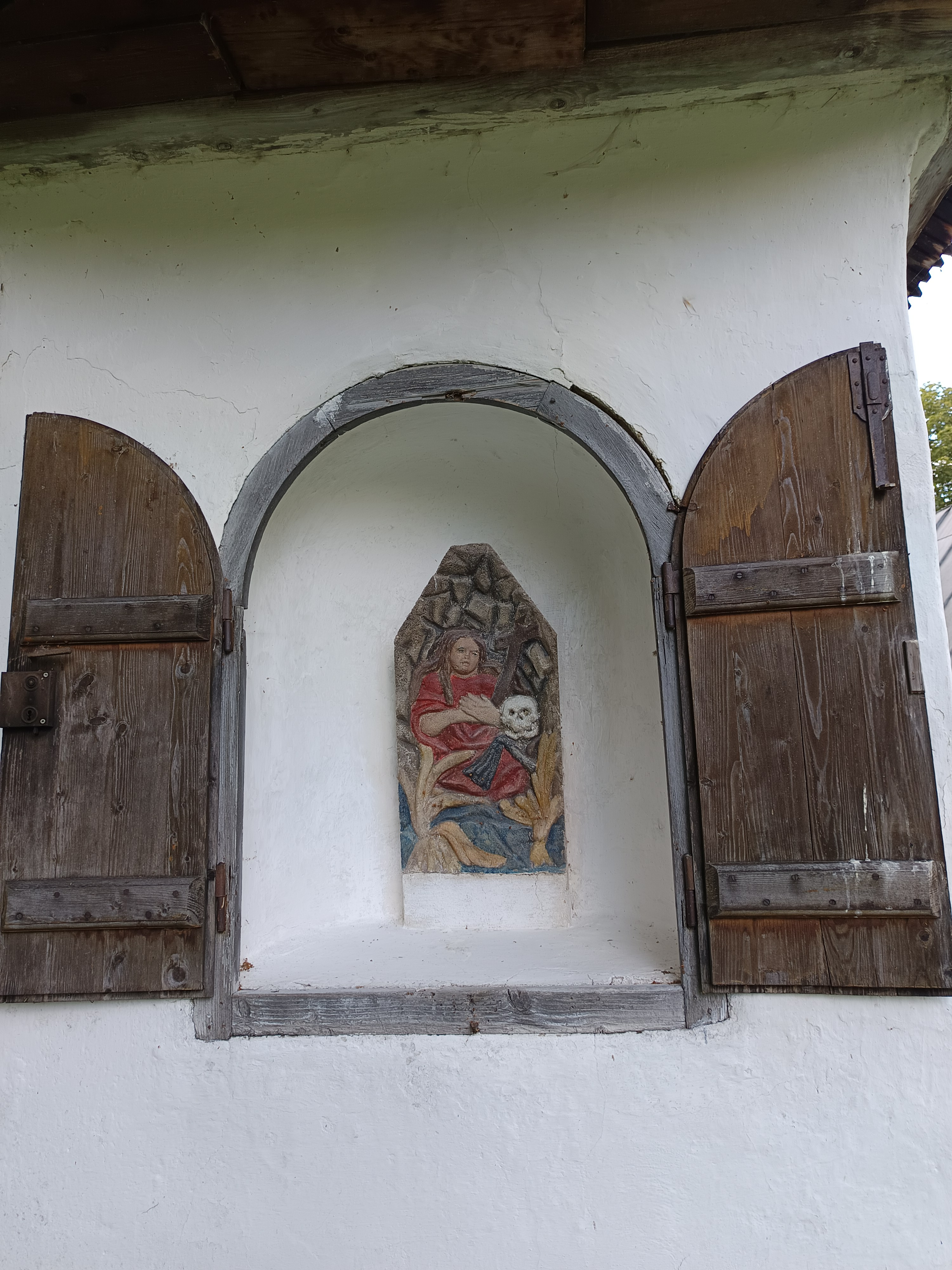